# Nevihta
Nevihta je vremenski pojav, pri katerem se zrak s prosto konvekcijo dvigne precej visoko; spremljajo ga grmenje, bliskanje in strele, včasih s kratkotrajnim močnim dežjem ali točo, navadno ob pregretju ozračja in prehodu fronte.
Nastane predvsem tedaj, ko se ustvari nevihtni oblak. V nevihtnem oblaku ali med njimi in zemeljskim površjem se ustvarijo električni pojavi, ki z bliskanjem in grmenjem razelektrijo oblak. Razelektritev spremljajo kratkotrajne močne padavine dežja, redkeje toče. Nevihte se pojavljajo predvsem v poletnih mesecih. V naših krajih nastajajo nevihte vzdolž poletnih hladnih front (frontalna nevihta) ali pa v vlažnih in nestabilnih toplih zračnih masah (vročinska nevihta).
Nevihta se lahko stopnjuje v vihar, zelo močan veter, ki lomi drevje, razkriva strehe, ruši barake ter druge improvizirane in lažje objekte.